# Světová výstava 1876

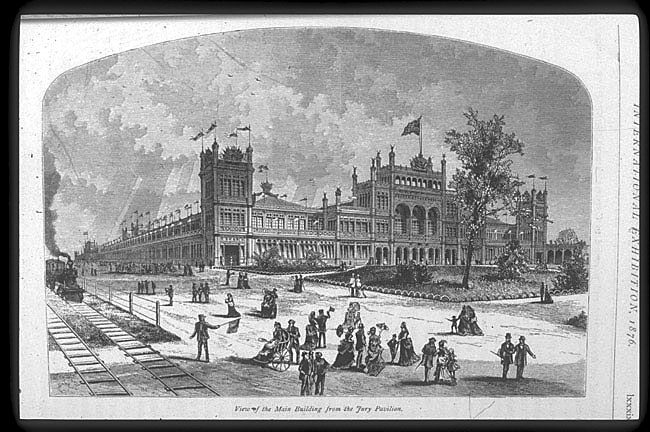
Hlavní budova Světové výstavy z let 1875-1876, rozebrána roku 1881

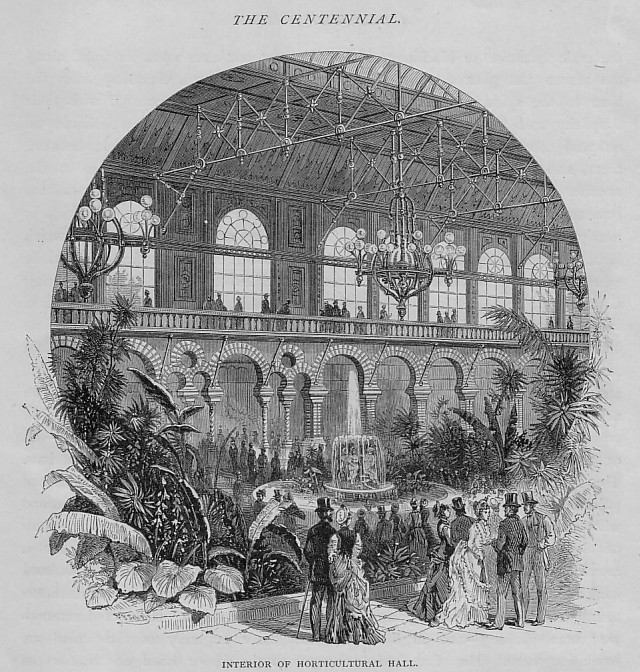
Horticultural Hall

Světová výstava 1876 (The Centennial International Exhibition) byla v pořadí šestá a konala se roku 1876 ve Filadelfii jako první oficiální světová výstava na území Spojených států amerických ke stému jubileu ustavení států Unie.

## Přípravy
Ideu této výstavy inicioval matematik John Campbell roku 1866. Přípravy začaly roku 1873.

## Místo a čas
Konala se ve Fairmount Parku v údolí řeky Schuylkill ve Filadelfii ve státě Pensylvánie v termínu od 10. května do 10. listopadu 1876, k oslavě 100. výročí podpisu Deklarace nezávislosti ve Filadelfii.

## Obsah
Výstava byla nazvána mezinárodní výstavou techniky, umění, řemesel, výrobků z hlíny, hornictví a přírody.

## Výstaviště
Výstaviště o rozloze 115 hektarů mělo tři hlavní výstavní haly a několik státních či národních pavilónů, z nichž galerie a malý dům Ohio stojí dodnes. Výstaviště projektoval německý architekt exulant Herman Joseph Schwarzmann (1846-1891).
Hlavní výstavní budova byla v té době největším objektem na světě, osově k ní stála strojírenství a techniky, představila mimo jiné parní stroj, lokomotivu, telegraf, telefon a psací stroj. Třetí pavilón "Memory hall" byl věnovaný umění a dochoval se jako galerie. Čtvrtý objekt byl zemědělský, pátý pavilón okrasných zahrad (Horticultural Hall). Mezi řemesly interiéru vynikl například Thonetův nábytek (již severomoravské provenience) nebo severočeské sklo z Nového Boru, vyznamenané medailí. V dámském pavilónu se předváděl šicí stroj a žehličky s výměnnými držadly.
Velká pozornost byla věnována lidovým a venkovským řemeslům, svůj pavilón měla například kožedělná řemesla a zemědělské produkty. V zastoupení zemí všech světadílů měly své pavilony například Egypt (pod heslem Nejstarší obyvatelé zdraví obyvatele nejmladší země), Brazílie, Mexiko, Anglie se svými koloniemi, Německo, Francie, Nizozemí včetně kolonií, Japonsko nebo Libérie. Úspěšný byl rovněž pavilón Rakouské monarchie. K venkovním kuriozitám patřily kašny: katolická kašna úplné abstinence s ústřední sochou Mojžíše stojícího na skále, z níž vytryskl pramen, a čtyřmi sochami signatářů Deklarace nezávislosti Unie (tři sochy se dochovaly), nebo kašna s kolínskou vodou kosmetické firmy Ahn.

### Nejvýznamnější exponáty
Průmysl
- Corlissův parní stroj - tehdy největší na světě, ústřední symbol pokroku
- "Centennial Tower" - věž ocelové konstrukce o výšce 330 metrů
- Dva kanóny německé firmy Krupp
- Thonetův nábytek z ohýbaného dřeva
- Remingtonův psací stroj
- telegraf a telefon Grahama Bella
- šicí stroj
- Ruka budoucí Sochy svobody s pochodní
- Stollwerckovy karamely

kuriozity
- kašny: kašna katolického spolku úplné abstinence; kašna s kolínskou vodou; kašna čajová; litinová kašna světla (jediná znovu rekonstruována)
- mumie a posmrtné masky slavných osobností (Napoleon, Franklin, Lincoln).

Jednotlivé areály spojovala visutá jednokolejná dráha.
Výstavu navštívilo přesně 9 milionů 910 tisíc 966 návštěvníků, což bylo asi 20% tehdejších obyvatel USA.

## Galerie

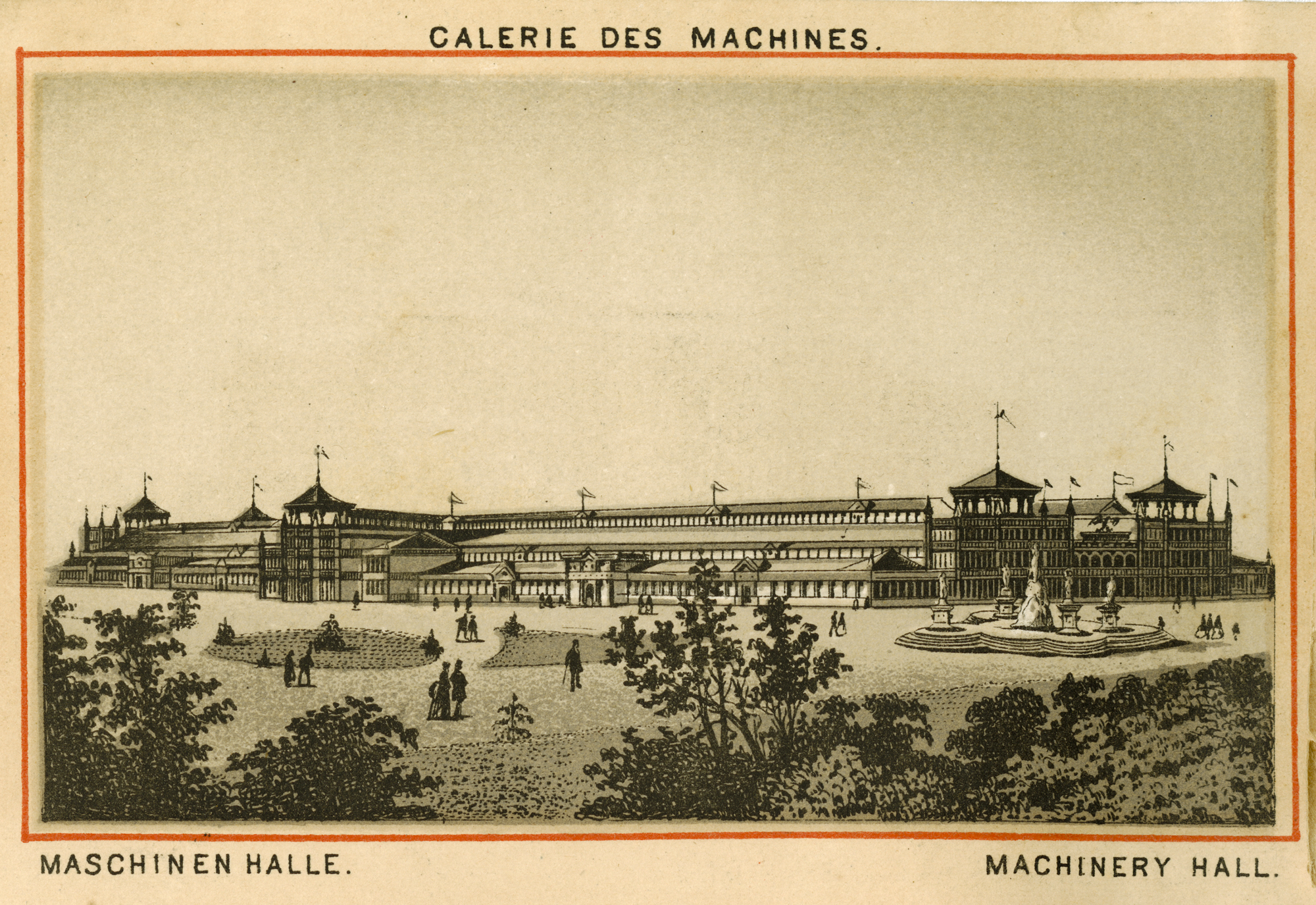
Pavilon strojírenství
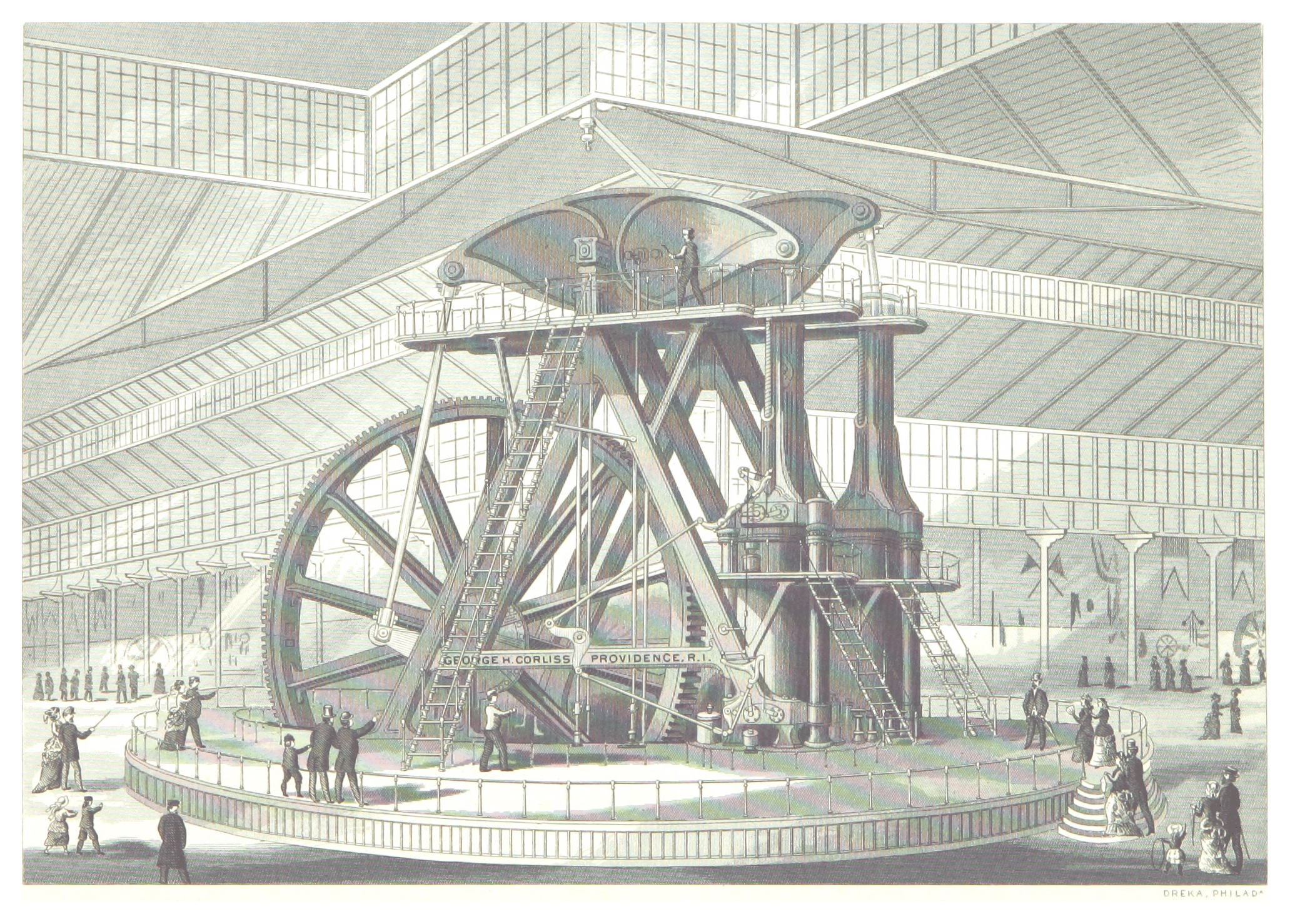
Corlissův parní stroj
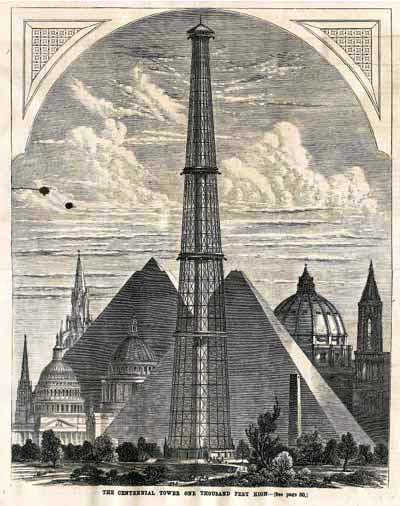
věž Centennial Tower
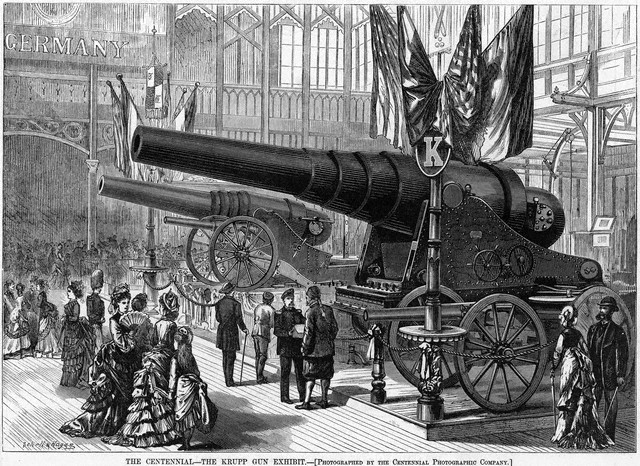
Děla firmy Krupp
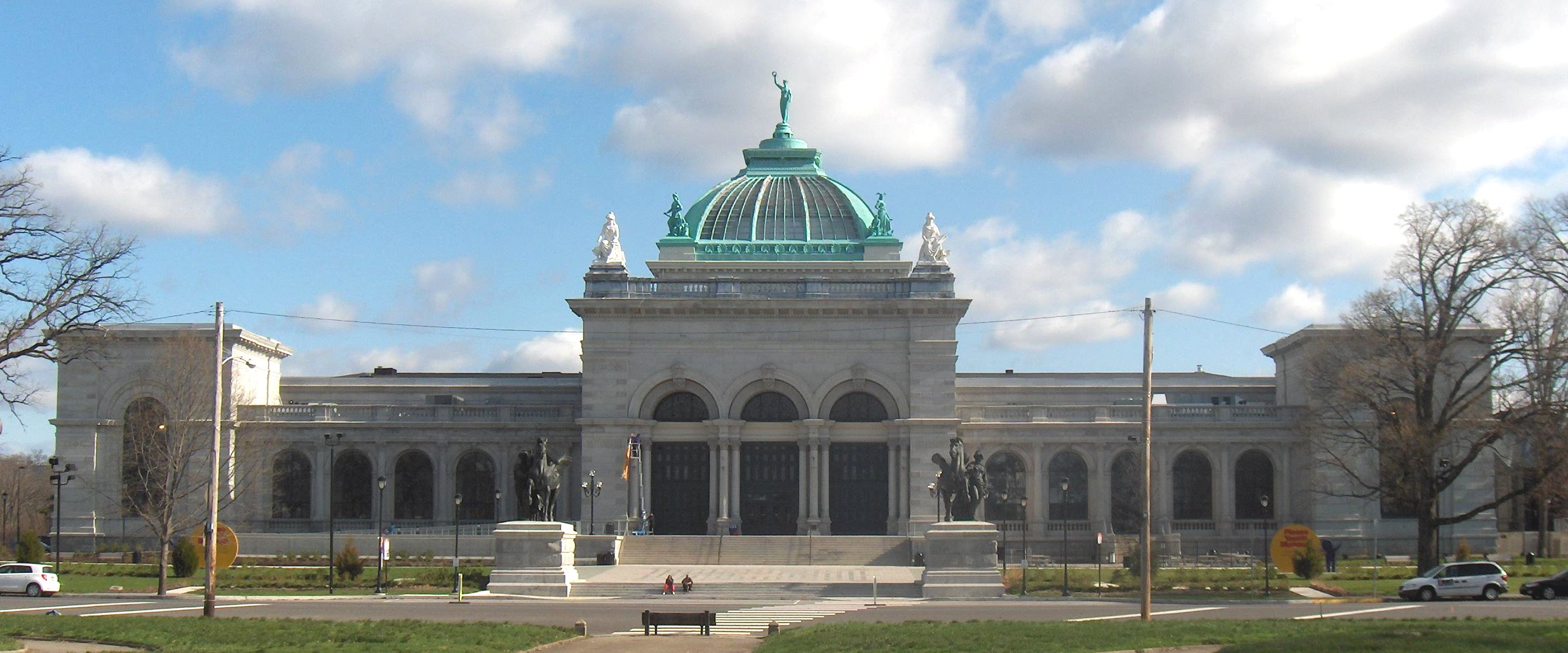
Pavilón paměti (umění)
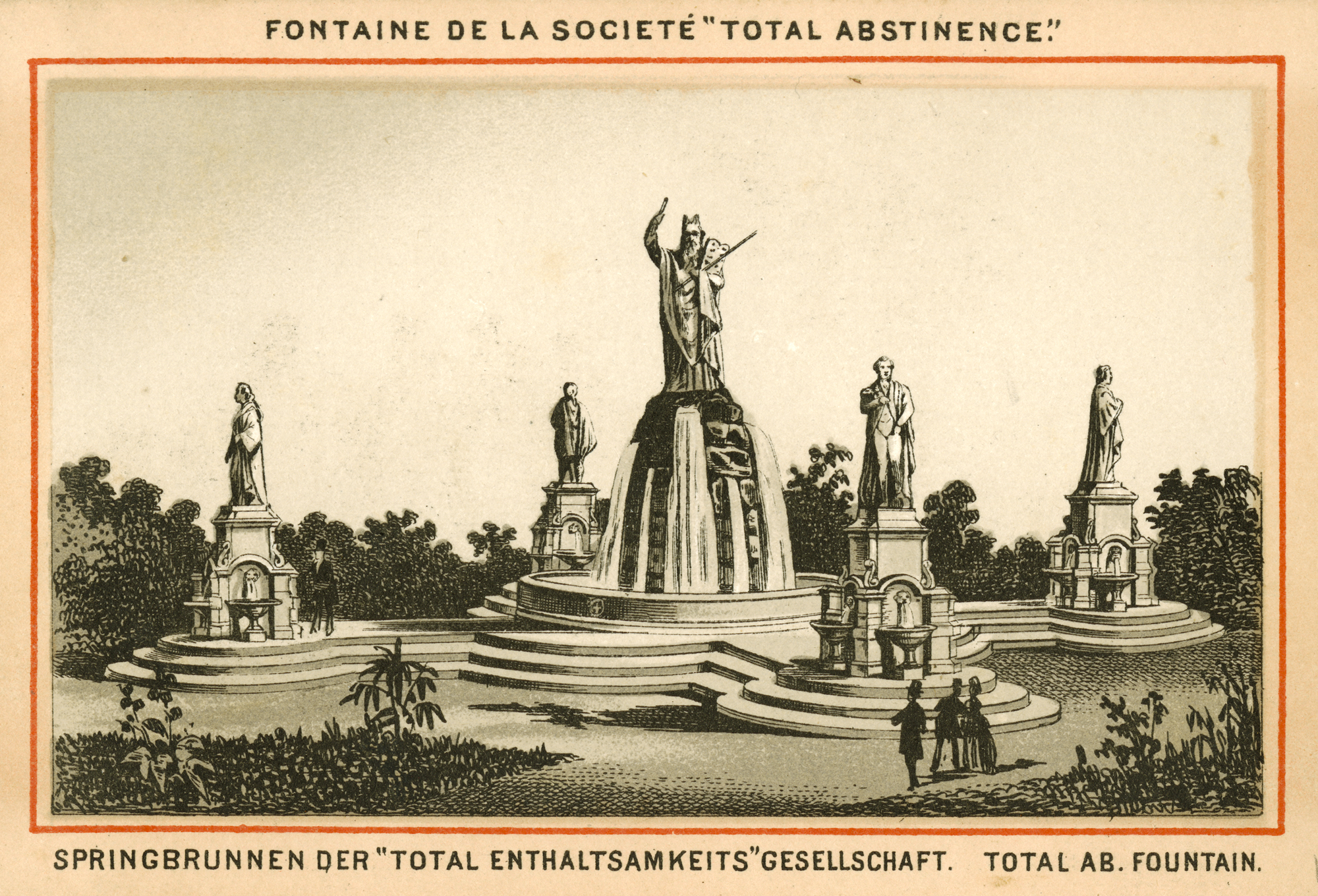
Kašna úplné abstinence
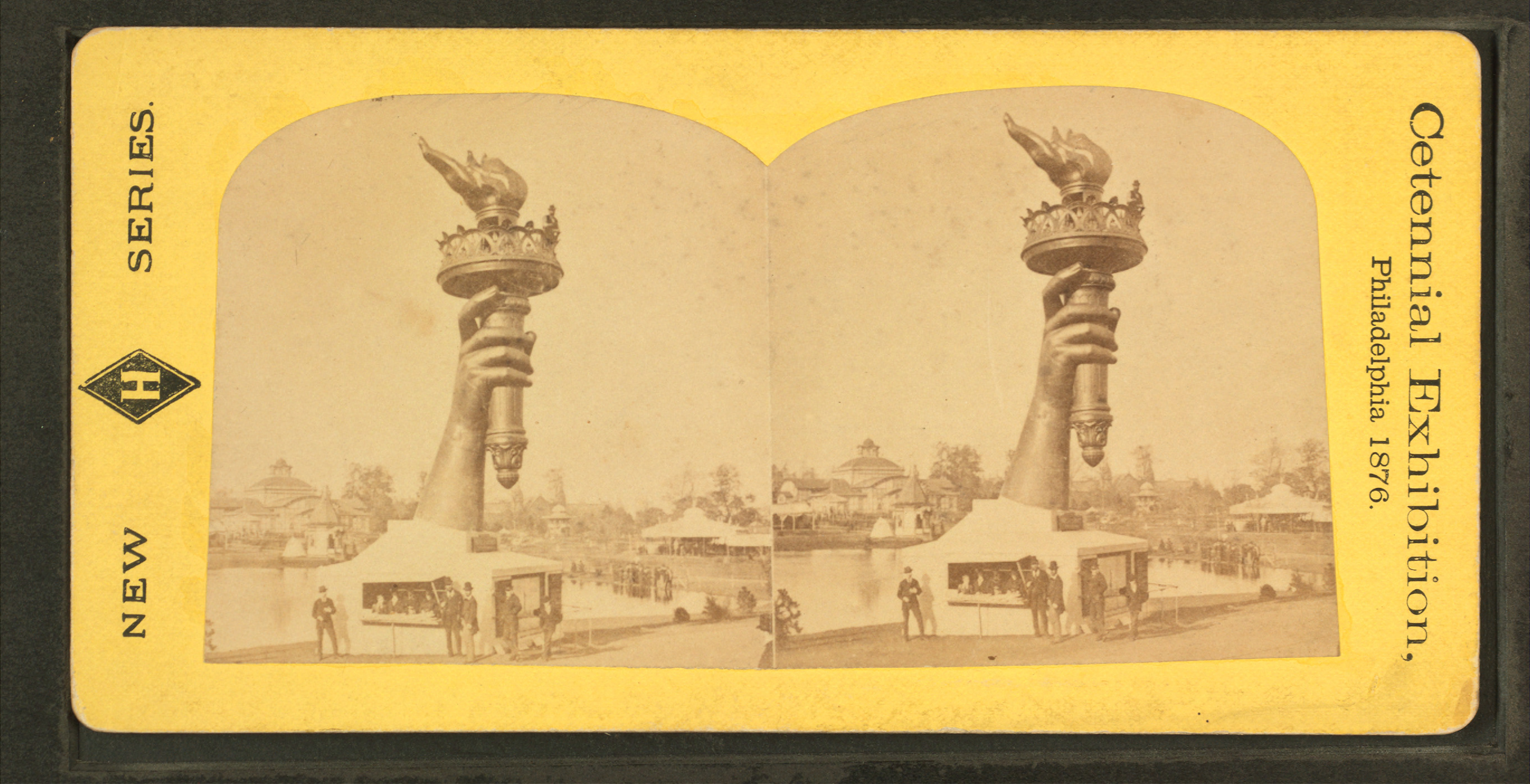
Ruka Sochy svobody